# مالويندا
بلدية مالويندا (بالإسبانية: Maluenda) هي بلدية تقع في مقاطعة سرقسطة التابعة لمنطقة أراغون شمال شرق إسبانيا.

## الديموغرافيا
بلغ عدد سكان بلدية مالويندا 1.106 نسمة عام 2011 (وفقاً للمعهد الوطني الإسباني للإحصاء).
| 1.031 | 998 | 1.023 | 1.033 | 1.075 | 1.100 | 1.106 |

## معرض صور

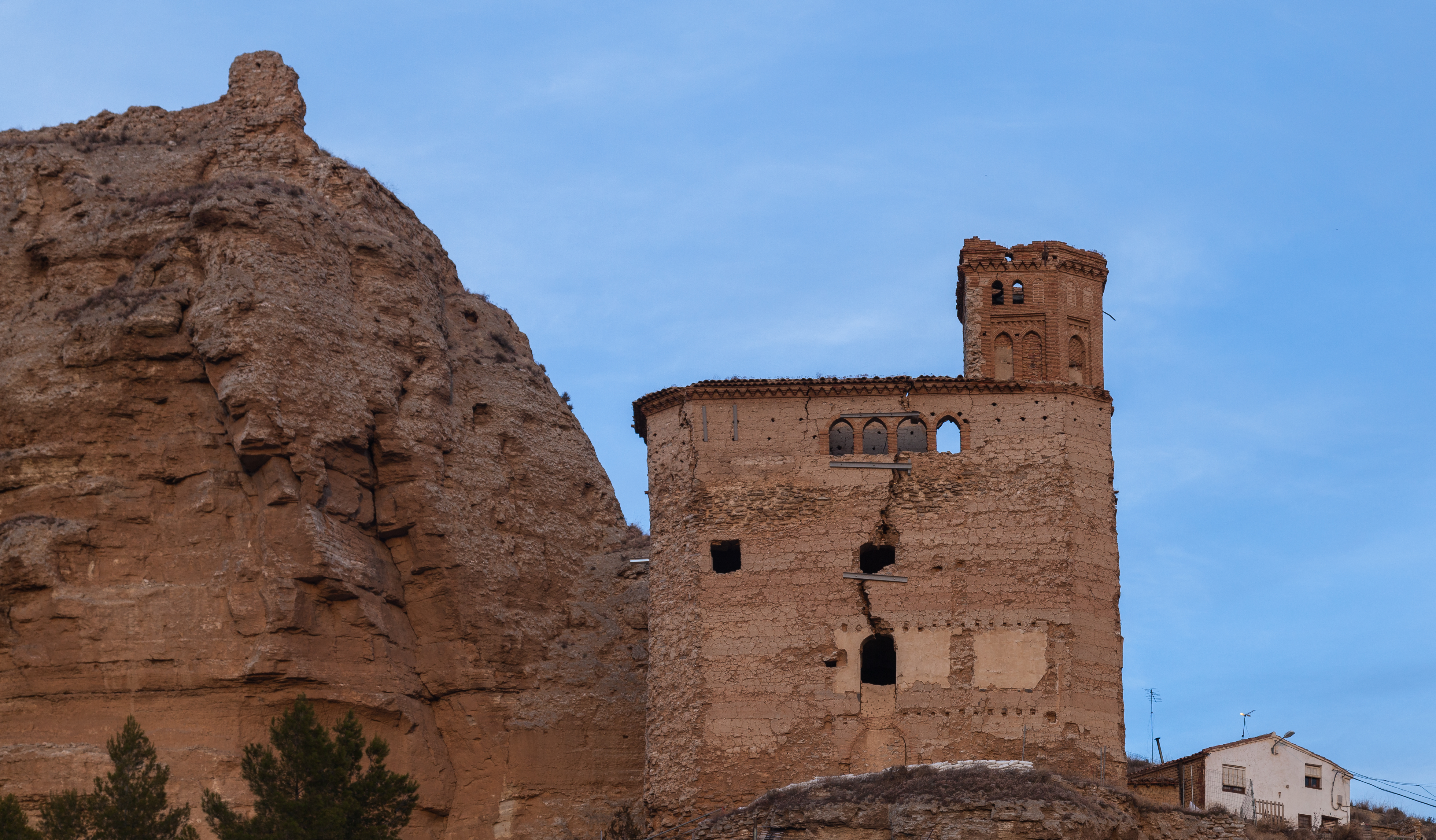
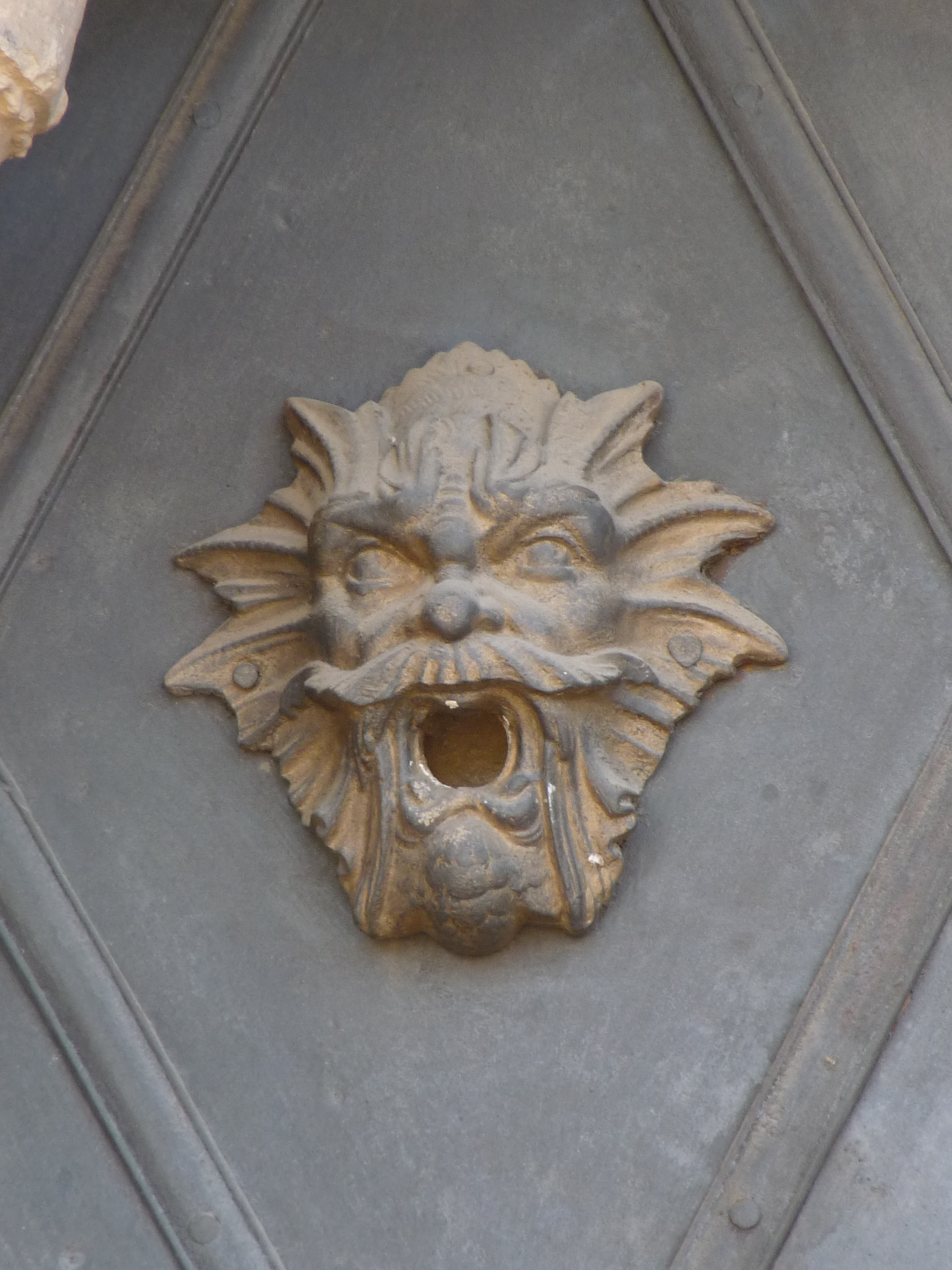
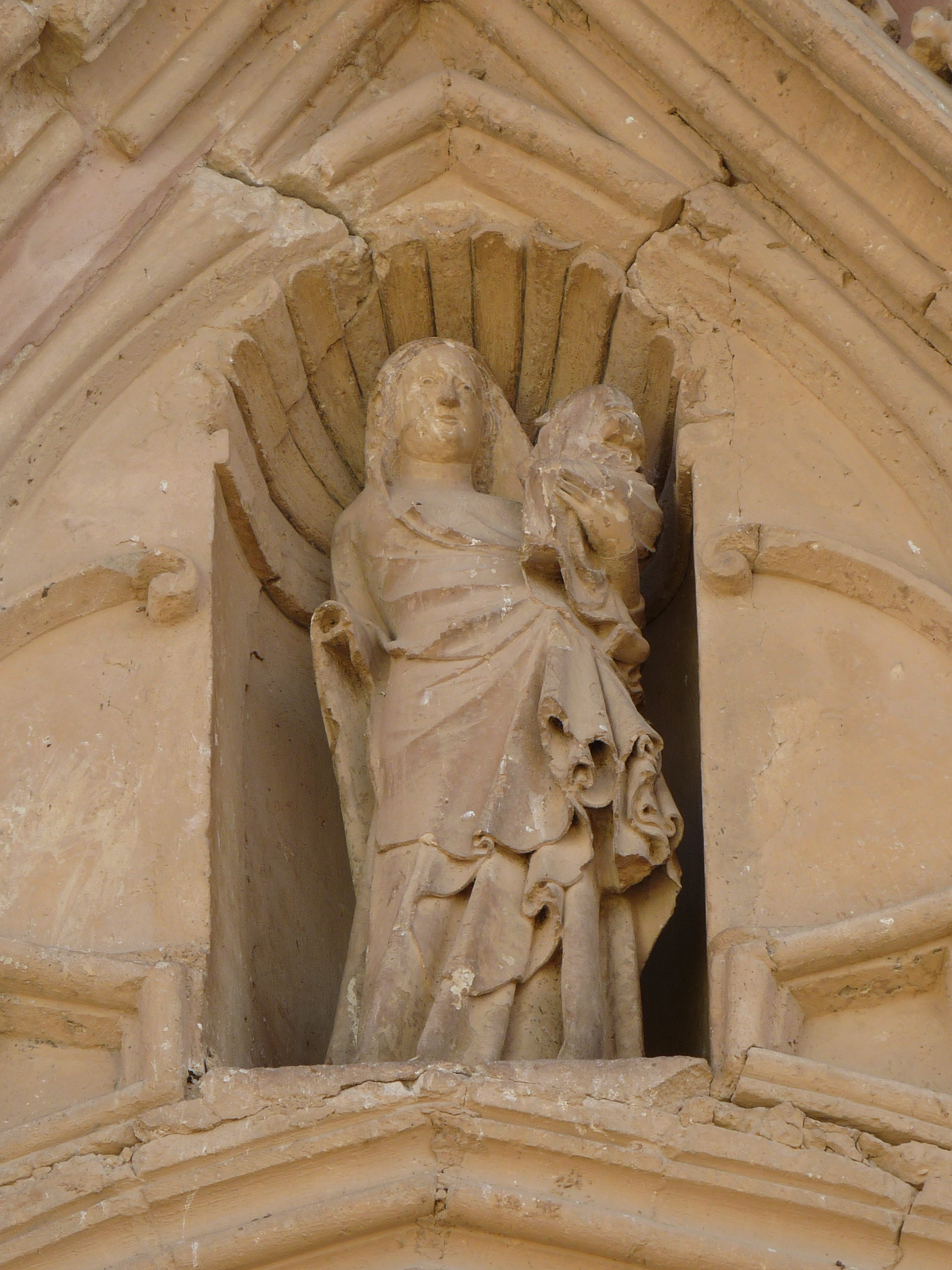
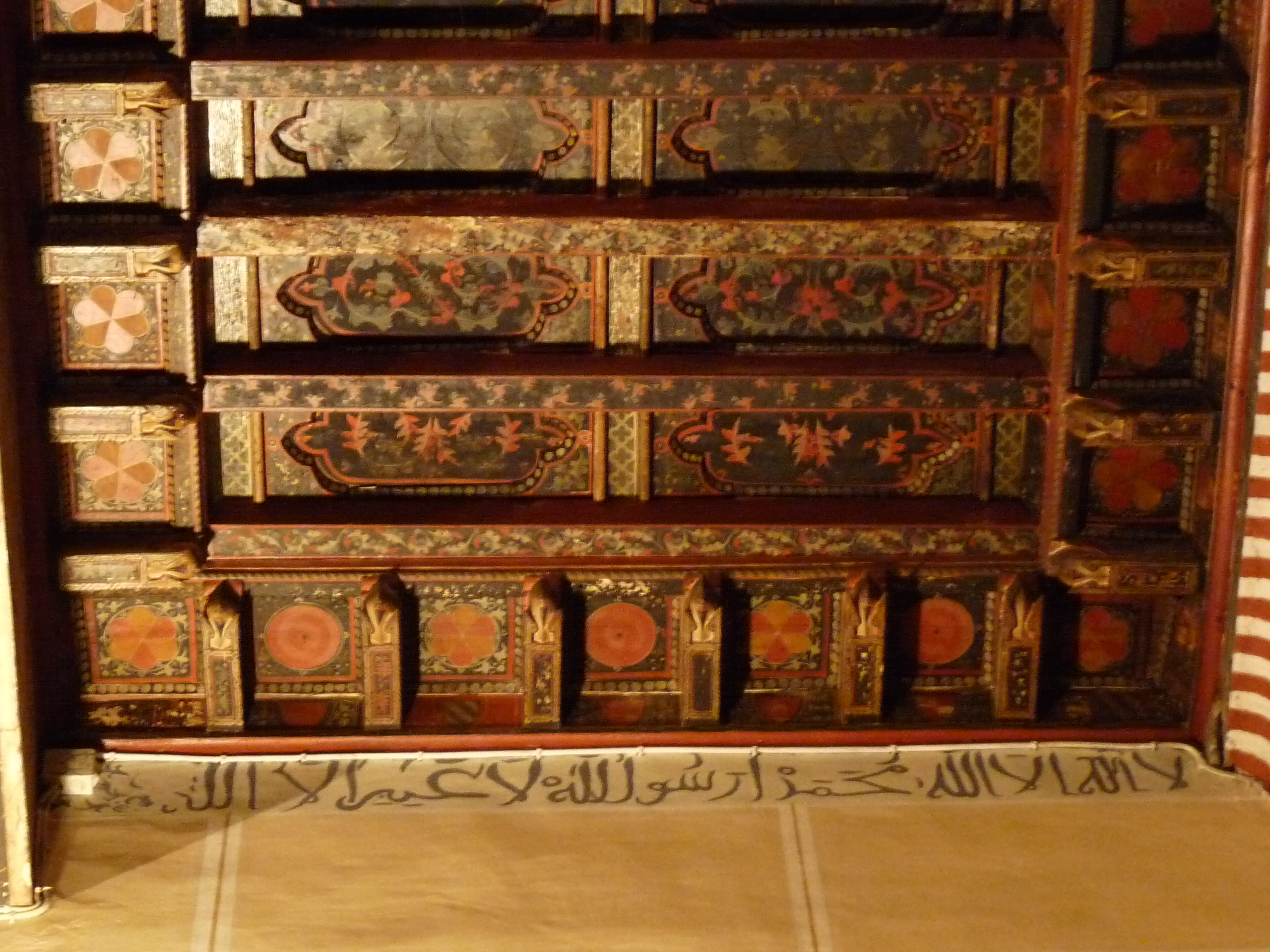